# Kobea pnąca

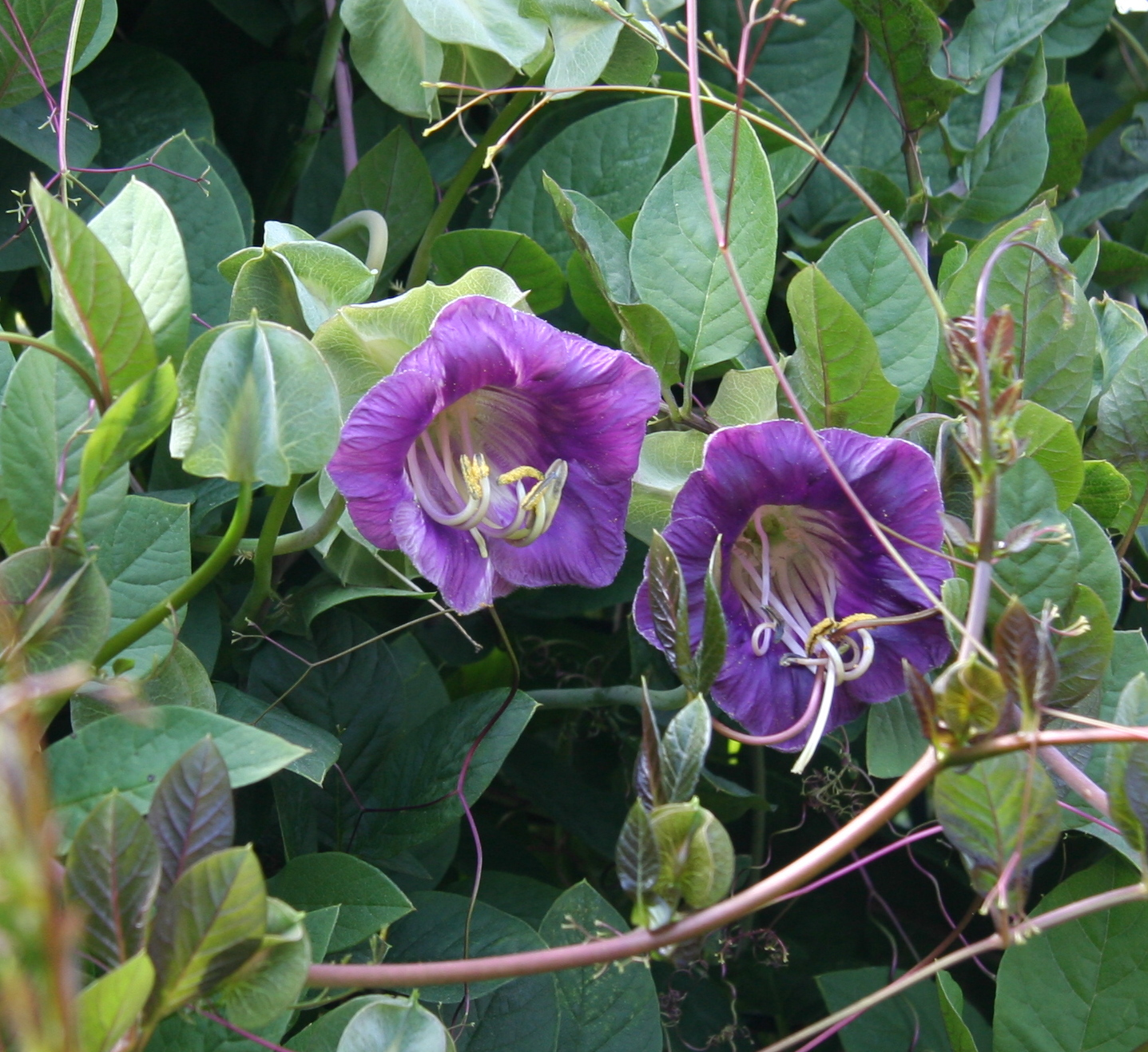

Kobea pnąca, sępota pnąca (Cobaea scandens) – gatunek rośliny należący do rodziny wielosiłowatych. Pochodzi z Ameryki Środkowej (z rejonów środkowego Meksyku), rozprzestrzenił się dziko na Nowej Zelandii i na Filipinach. W Polsce jest uprawiany jako roślina ozdobna. Nazwa rodzajowa pochodzi od nazwiska jezuickiego misjonarza Barnabasza Cobo.

## Morfologia
PokrójPnącze osiągające w Polsce długość przeważnie do 3 m, ale przy wieloletniej uprawie może osiągnąć nawet 7 m. Ma purpurowo podbarwione, wiotkie i kruche pędy. Do podpór przyczepia się wąsami czepnymi, również purpurowo podbarwionymi.
LiścieUlistnienie skrętoległe. Liście duże, parzyście pierzasto złożone z 4–6 listków, nagie i zakończone wąsami czepnymi. Jesienią przebarwiają się na czerwono-fioletowy kolor.
KwiatyWyrastają na długiej szypułce, są duże (średnica do 3 cm), dzwonkowatego kształtu o kolorze białym, różowym, czerwonym lub fioletowym (w zależności od odmiany). Młode kwiaty są zielonawe, żywych barw nabierają podczas kwitnienia. Kwitnie od lipca do października, nierównomiernie. Pojedyncze kwiaty kwitną 1–2 dni.

## Zastosowanie
Szczególnie nadaje się do okrywania pergoli, altan, krat, może być rozpięta na ogrodzeniach czy na ścianie domu. Jest w Polsce przeważnie uprawiana jako roślina jednoroczna, gdyż nie jest odporna na przemarzanie, ale jeżeli jest uprawiana w pojemniku, to można ją (po przycięciu pędów 15 cm nad ziemią) przez zimę przechować w pomieszczeniu. Przezimowana roślina zakwita dużo wcześniej (bo już w maju) od otrzymanej z siewu.

## Uprawa
- Wymagania. Potrzebuje żyznej, próchnicznej i stale lekko wilgotnej gleby. Najlepiej rośnie w pełnym słońcu, ale może też rosnąć w półcieniu. Ze względu na kruche pędy stanowisko musi być osłonięte od silnych wiatrów.
- Sposób uprawy. Przez lato nawozi się rozcieńczonym nawozem co 2–3 tygodnie. W czasie suszy podlewa się. Jeżeli była uprawiana w pojemniku, to przez zimę pojemnik z kobeą przechowuje się w chłodnym, ale świetlistym pomieszczeniu umiarkowanie podlewając. Na początku lutego przenosi się go do cieplejszego i świetlistego pomieszczenia.
- Rozmnażanie. Rozmnaża się z nasion. Aby zdążyła zakwitnąć, muszą one być już w lutym wysiane po 2–3 do doniczek przetrzymywanych w ciepłym i świetlistym pomieszczeniu (najlepiej w ogrzewanej szklarni). Kiełkują po około 20–25 dniach. Otrzymane sadzonki wysadza się do gruntu lub pojemników pod koniec maja. Roślina musi mieć dość solidne podpory. Można również w czasie lata rozmnażać przez sadzonki otrzymane z pędów zarówno zielnych, jak i zdrewniałych. Rośliny z tych sadzonek, po przezimowaniu, zakwitną w następnym roku.